# Tim Scott
Timothy Eugene Scott, detto Tim (North Charleston, 19 settembre 1965), è un politico statunitense, senatore per lo stato della Carolina del Sud dal 2013 e in precedenza membro della Camera dei Rappresentanti per lo stesso stato dal 2011 al 2013. Membro del Partito Repubblicano, Scott è il primo senatore afroamericano eletto in Carolina del Sud.

## Biografia
Nato a North Charleston, Scott fu cresciuto da una madre single e dopo aver ottenuto un bachelor in scienze politiche lavorò come assicuratore. Nel 1995 venne eletto come repubblicano all'interno del consiglio comunale di Charleston. Fu poi rieletto per altri due mandati nel 2000 e nel 2004. Nel 2009 approdò alla Camera dei Rappresentanti della Carolina del Sud e dopo un solo mandato nella legislatura statale, Scott si candidò a vicegovernatore.
Poco dopo tuttavia abbandonò la competizione, candidandosi invece al Congresso come deputato alla Camera. Scott venne eletto con un ampio margine, divenendo il primo afroamericano repubblicano eletto al Congresso dallo Stato della Carolina del Sud. Nel 2012 venne riconfermato per un altro mandato e pochi mesi dopo, quando il senatore Jim DeMint annunciò le proprie dimissioni, Scott venne scelto come suo sostituto dalla governatrice Nikki Haley.
Tim Scott si configura come un conservatore ed è un esponente del Tea Party; dopo la sua elezione ha rifiutato di aderire al Congressional Black Caucus. Nel maggio 2023 ha annunciato di candidarsi alle primarie presidenziali del Partito Repubblicano del 2024 per la presidenza degli Stati Uniti nelle elezioni presidenziali statunitensi del 2024, ritirandosi il 12 novembre 2023.